# Kreuzpass (Georgien)
Der Kreuzpass (georgisch ჯვრის უღელტეხილი/Dschwris ugheltechili; russisch Крестовый перевал/Krestowy perewal) ist ein Gebirgspass im Großen Kaukasus im Norden von Georgien.
Die Passhöhe liegt bei 2379 m. Über den Kreuzpass verläuft die Georgische Heerstraße von Tiflis durch die nördlich vom Pass gelegene Darialschlucht nach Wladikawkas in Russland. Die Grenze nach Russland befindet sich knapp 40 km weiter im Norden. Der nächstgelegene Ort ist Gudauri. Innerhalb Georgiens verbindet der Kreuzpass durch die Hauptstraße S3 das Tal des Terek-Oberlaufs mit dem Rest des Landes. Am Kreuzpass befindet sich ein Friedhof und Denkmal von deutschen Kriegsgefangenen, die dort begraben wurden.

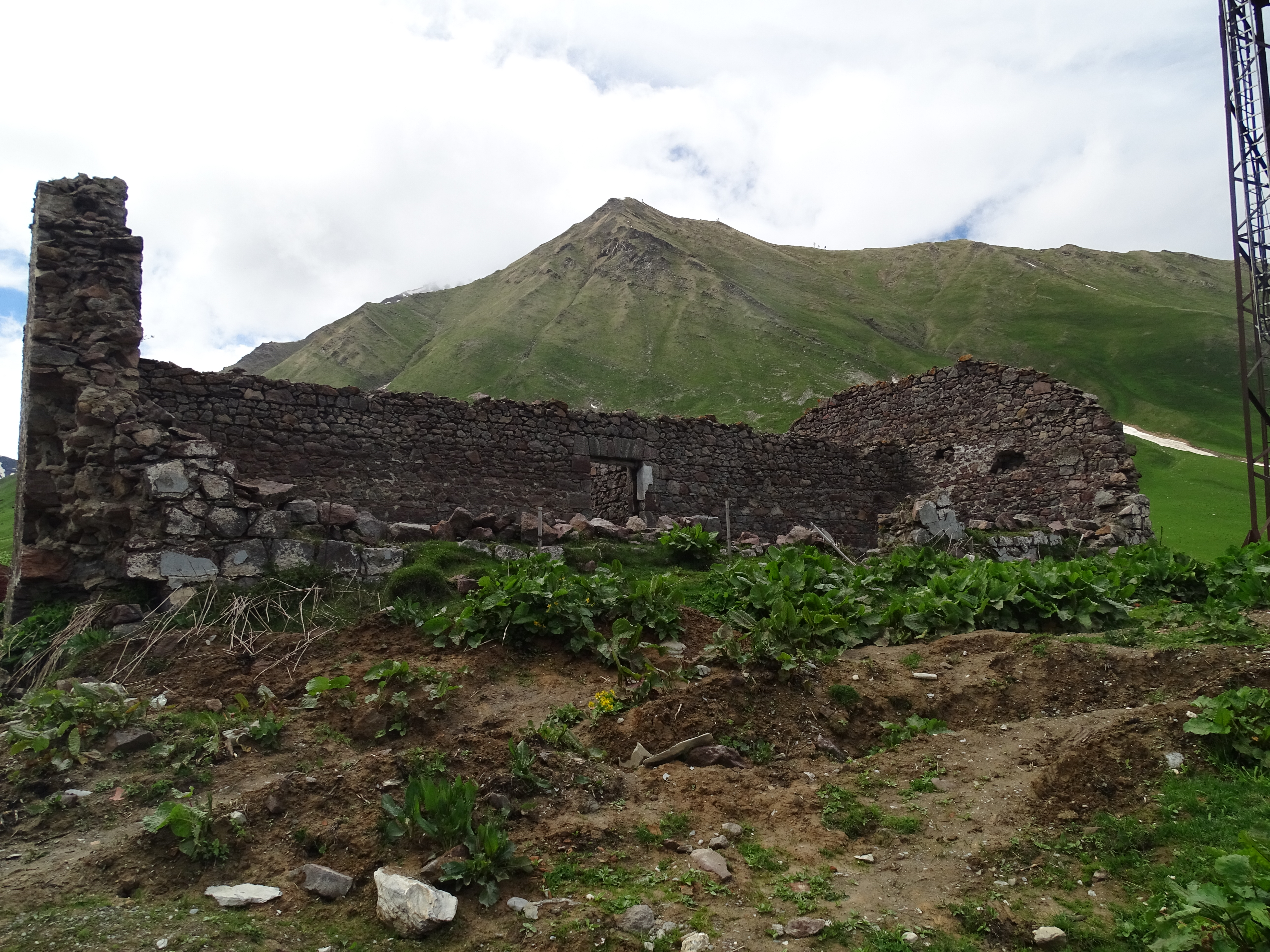
Gebäudereste am Kreuzpass
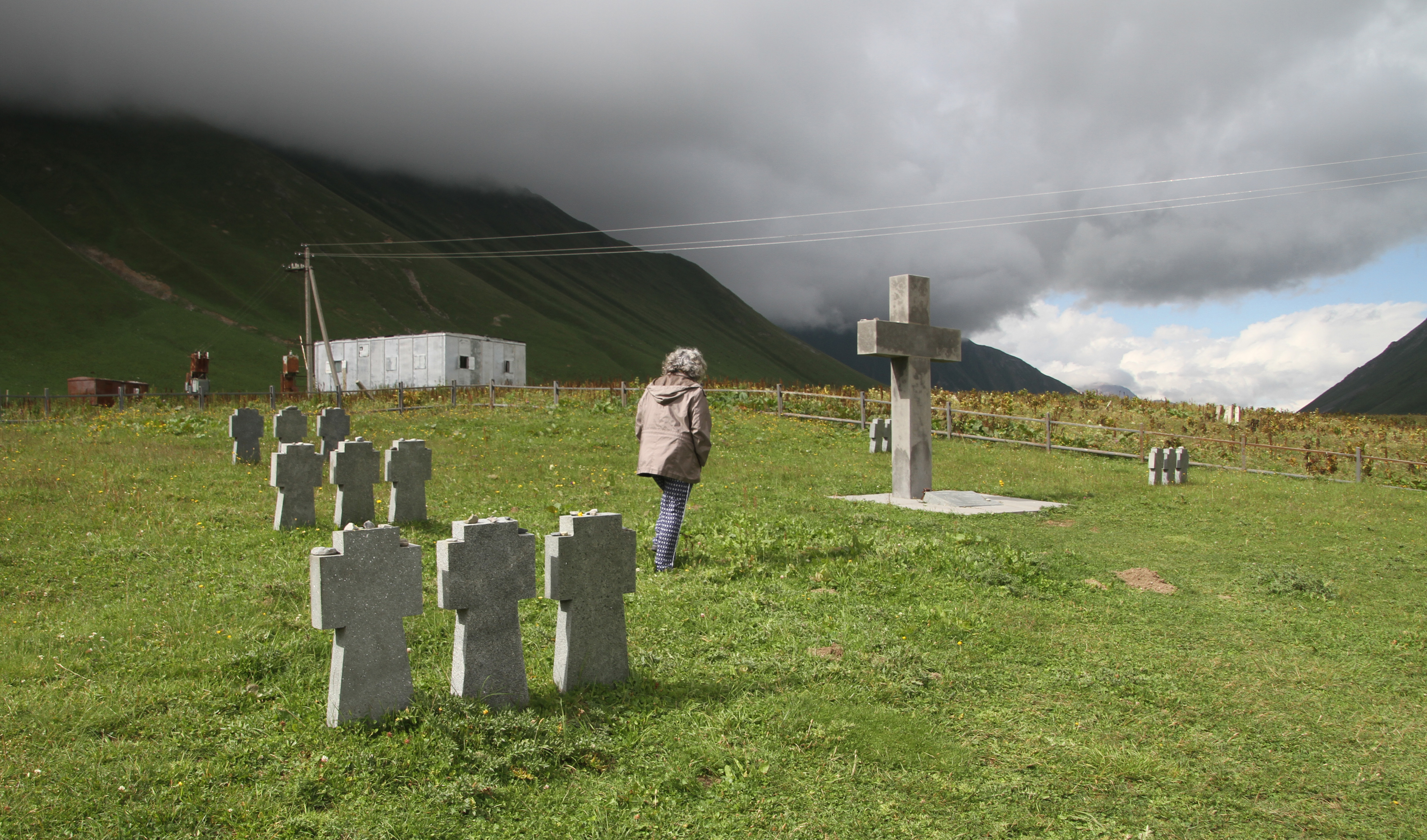
Friedhof und Gedenkstätte
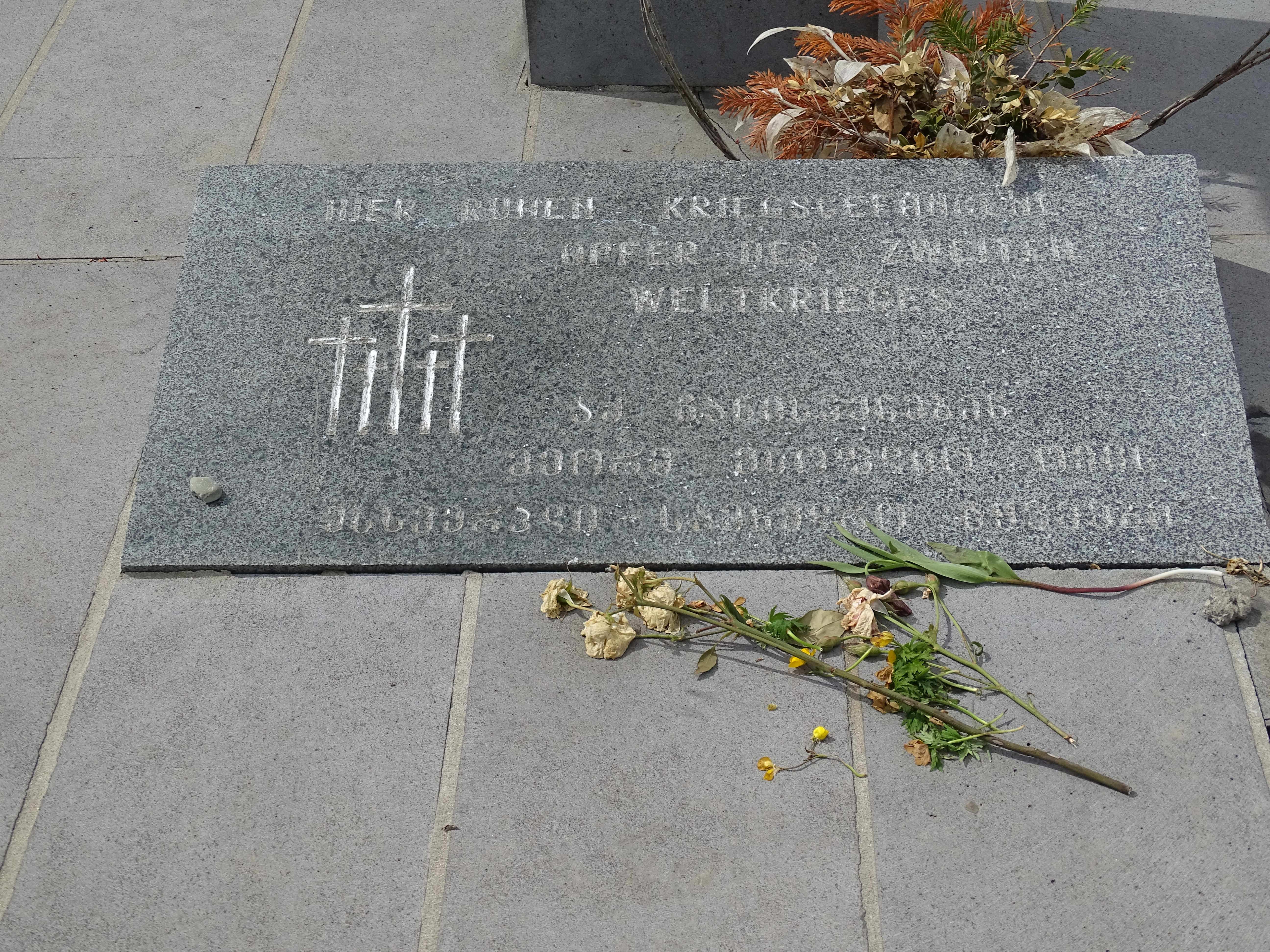
Tafel
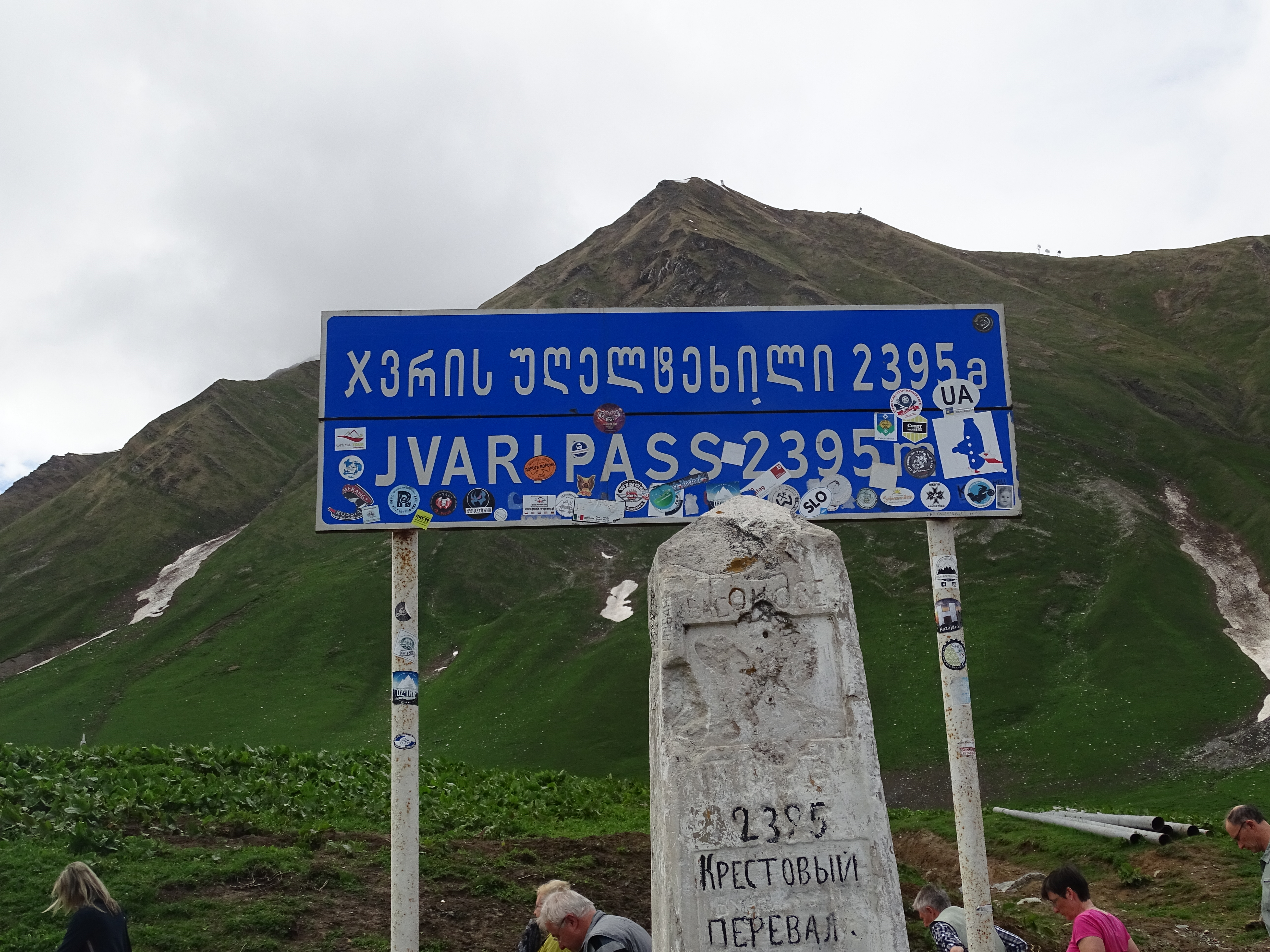
Neuere Tafel
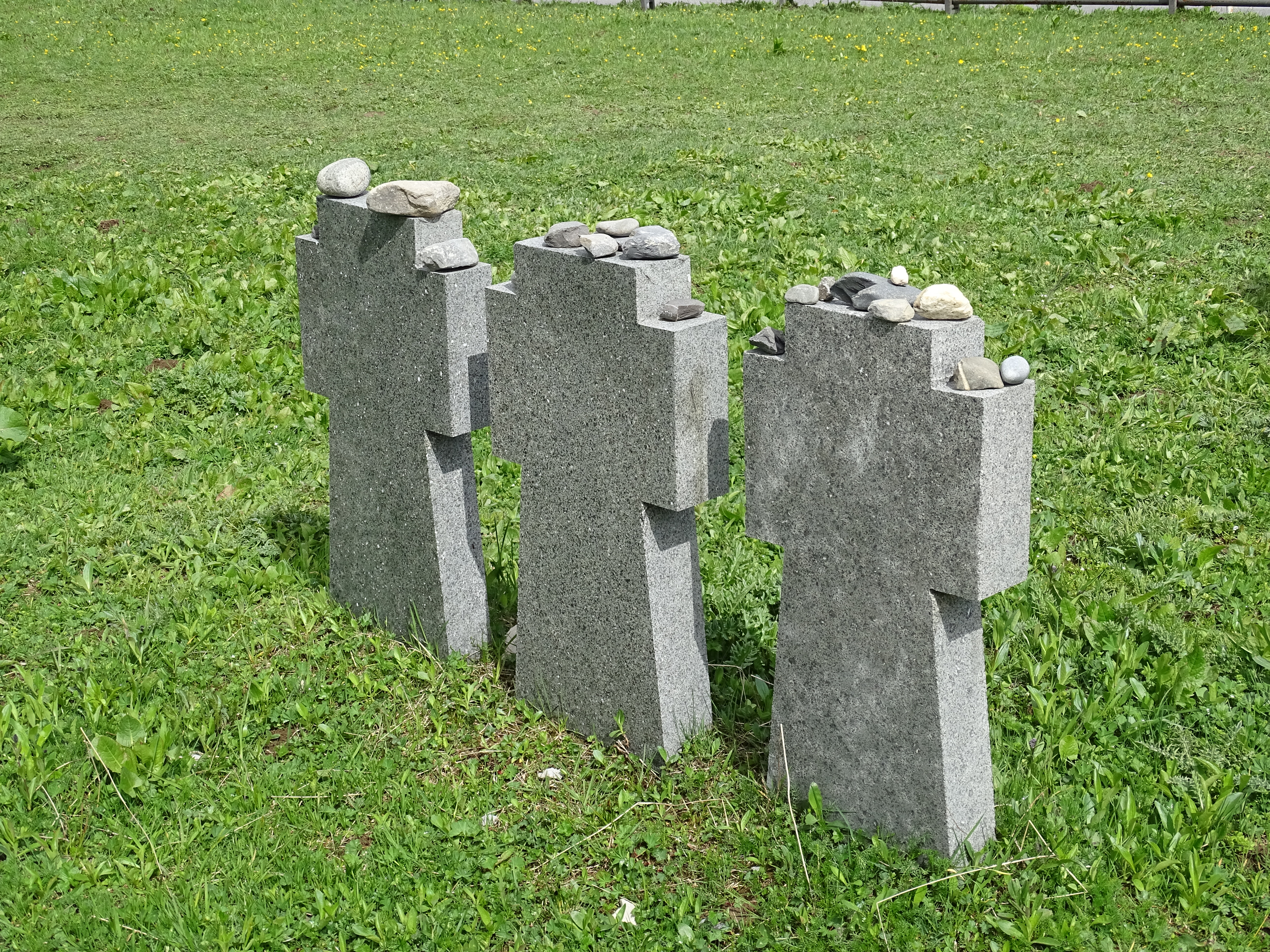
Gedenksteine
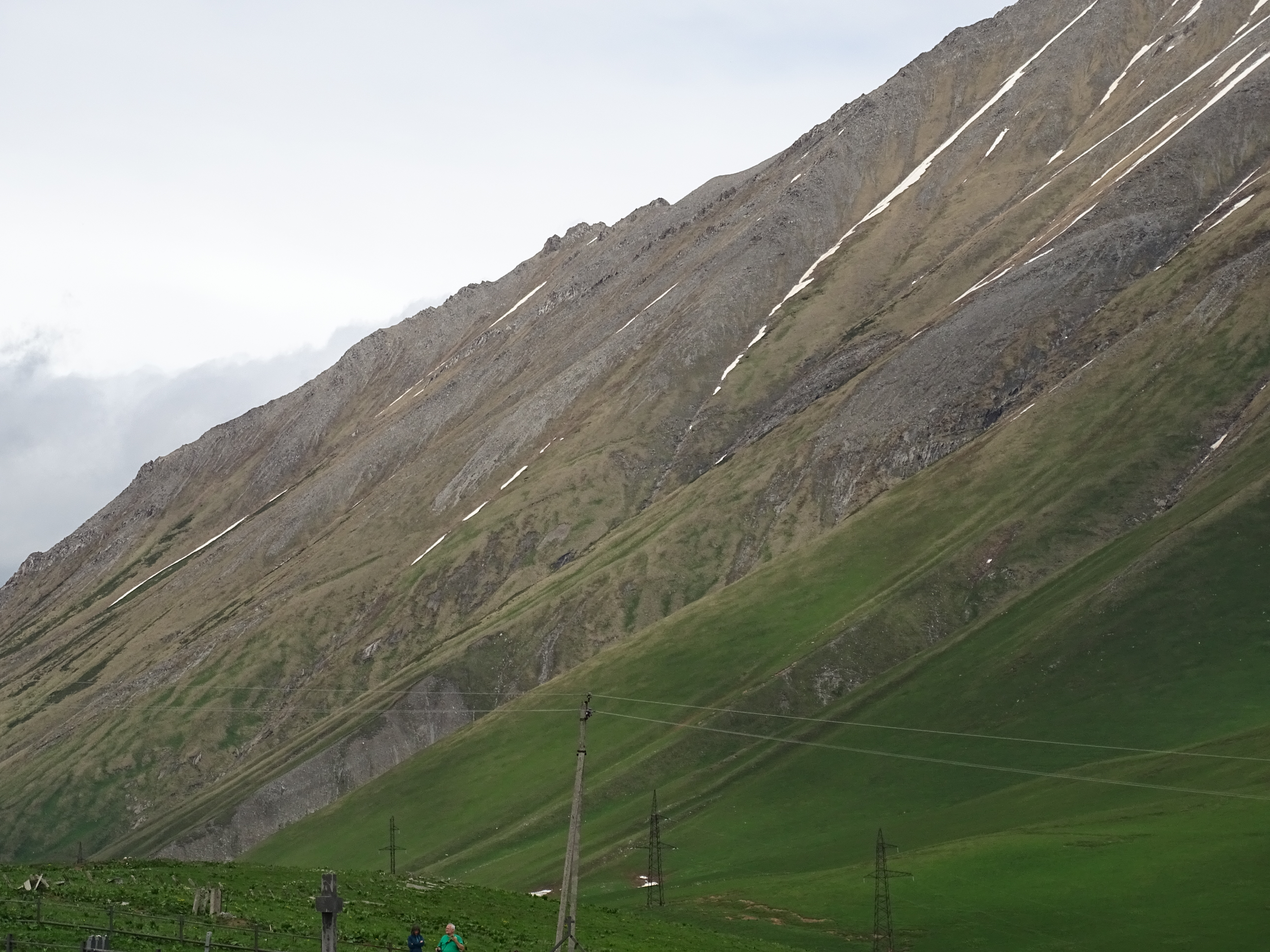